# Plebeia flavocincta
Plebeia flavocincta är en biart som först beskrevs av Cockerell 1912.  Plebeia flavocincta ingår i släktet Plebeia och familjen långtungebin. Inga underarter finns listade i Catalogue of Life.